# Trzciana (Klein-Polen)
Trzciana is een dorp in het Poolse woiwodschap Klein-Polen, in het district Bocheński. De plaats maakt deel uit van de gemeente Trzciana en telt 1462 inwoners.

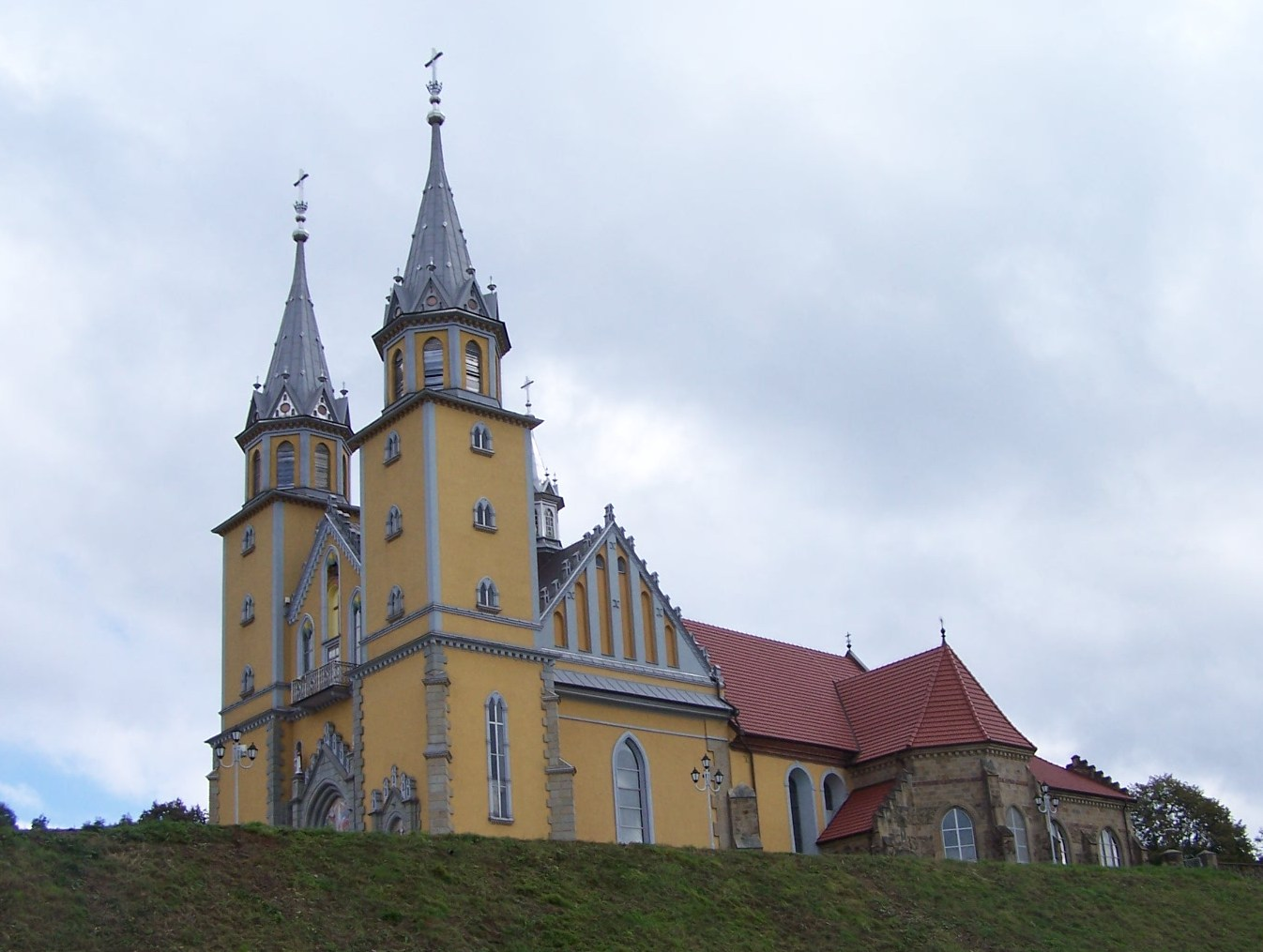
Kościół w Trzcianie

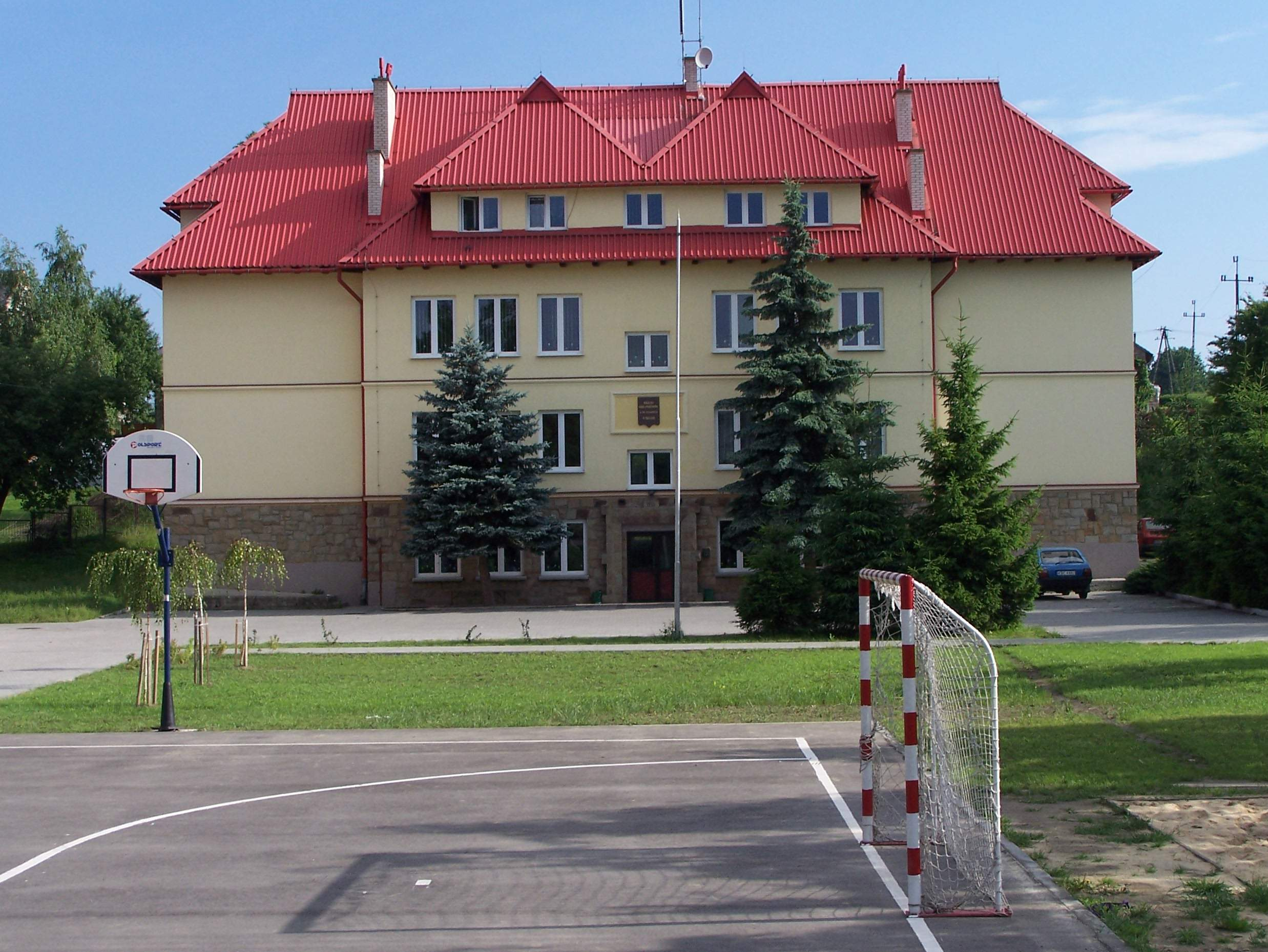
Szkoła Podstawowa

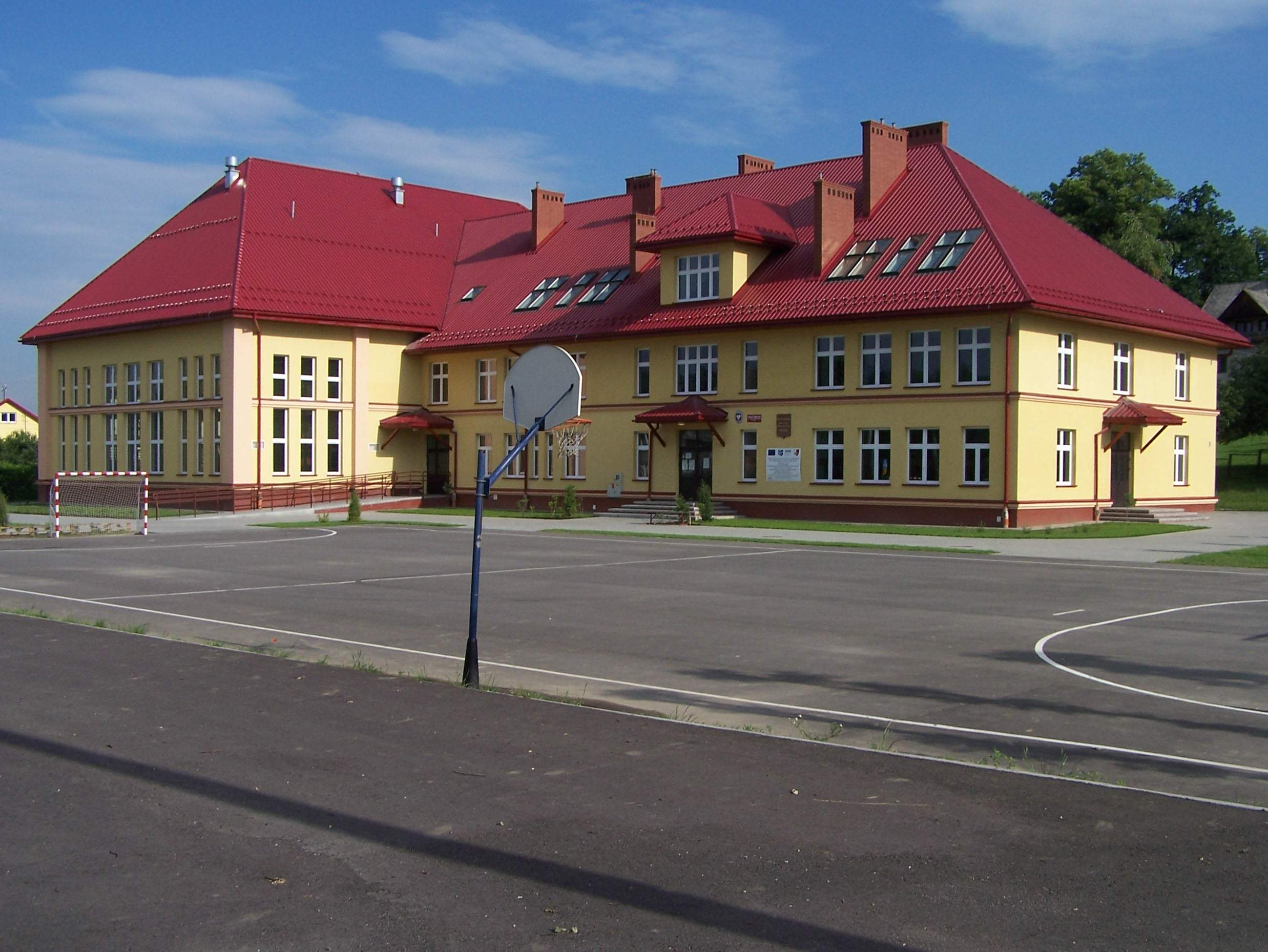
Gimnazjum Publiczne

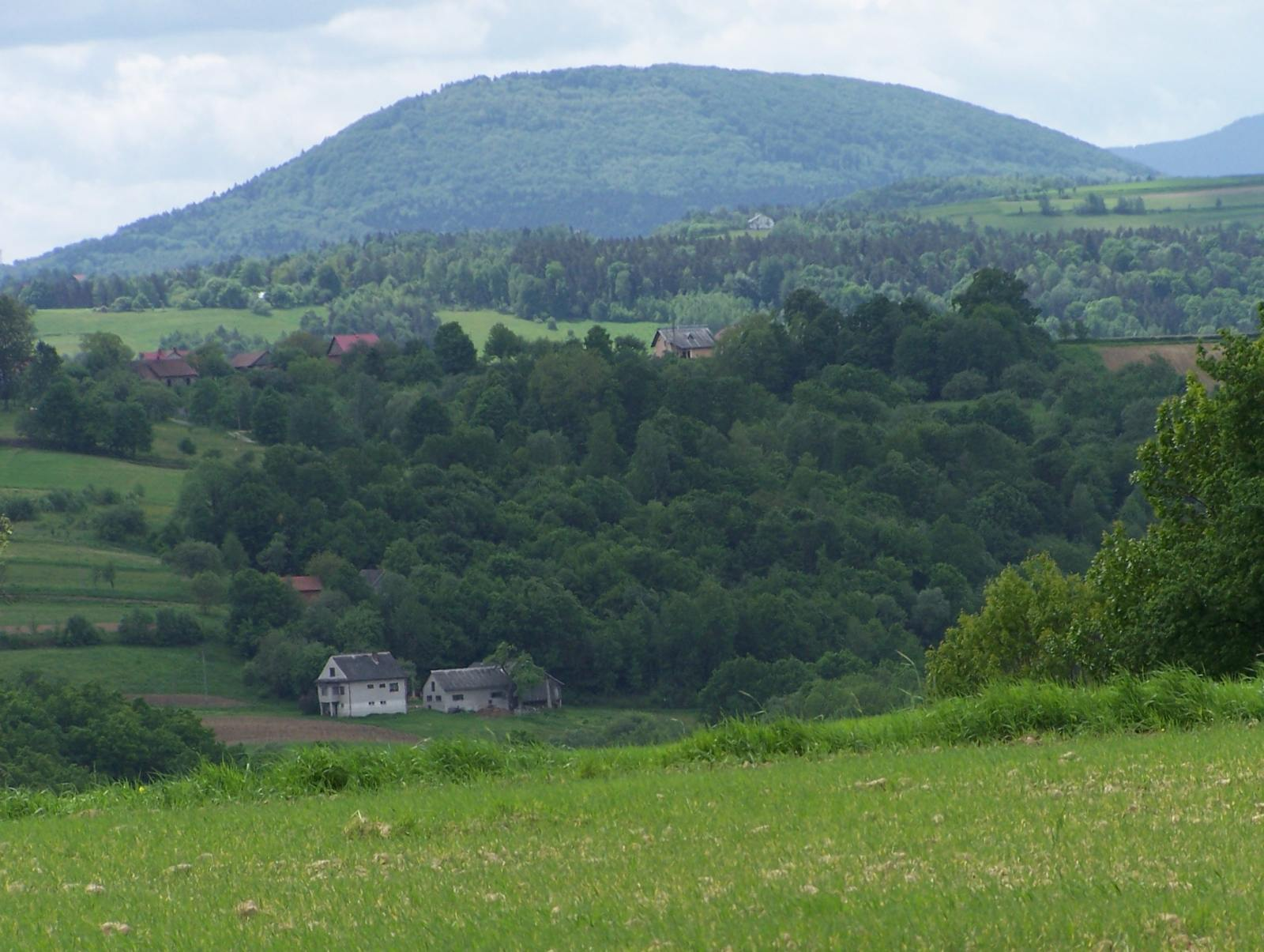
Widok z Libichowej

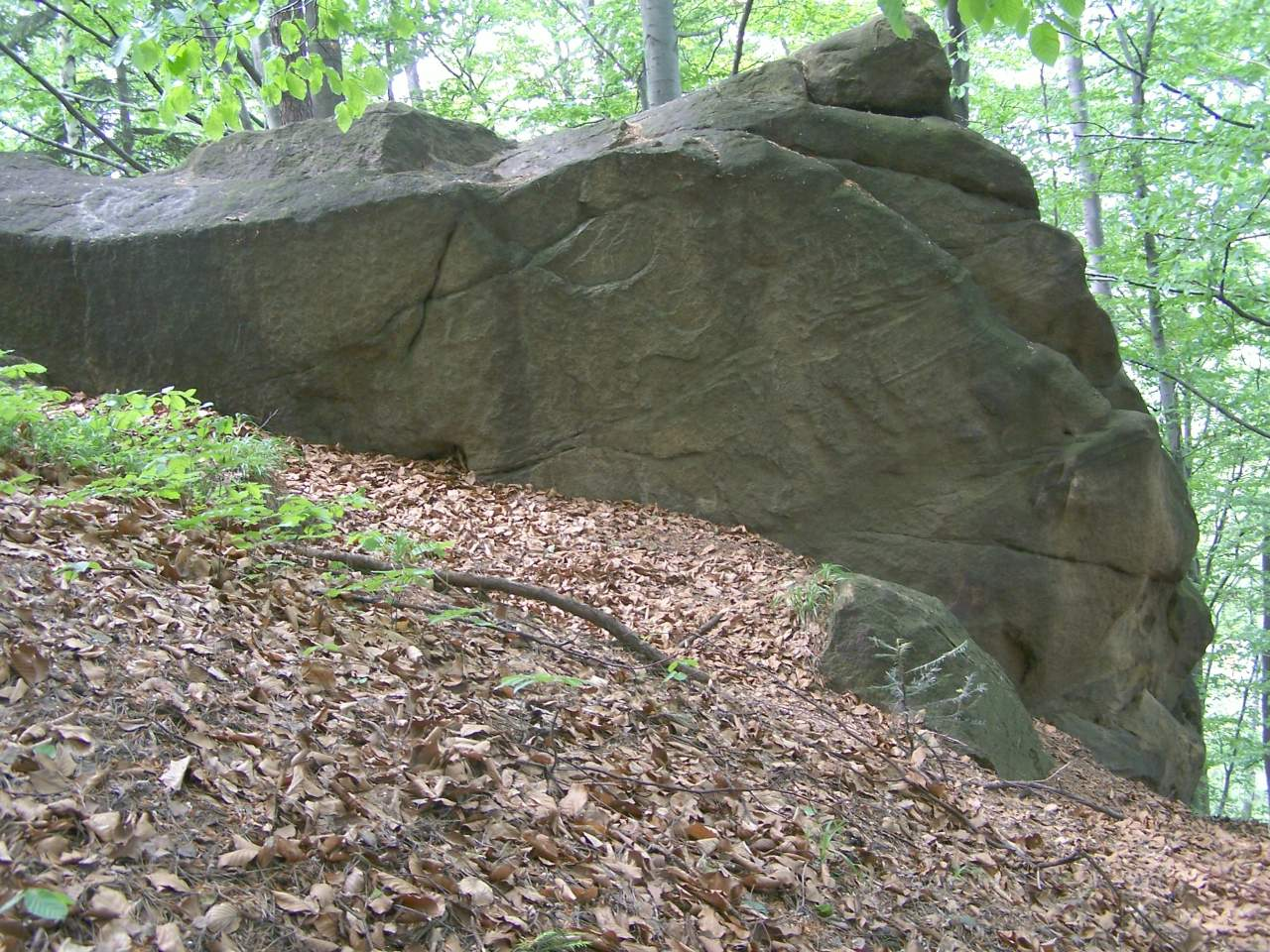
Diabelski kamień w Libichowej, na granicy Trzciany z Cichawką